# 公正街道
公正街道，是中华人民共和国黑龙江省哈尔滨市双城区下辖的一个街道办事处，位于双城区北部，东部紧邻五家街道，南与双城城区接壤，北为道里区太平镇。
2014年2月27日，黑龙江省民政厅批复同意撤销公正满族乡，设立公正镇。2015年3月撤销公正镇，设立公正街道。

## 行政区划
公正街道下辖以下地区：
公正村、康宁村、国兴村、民旺村、爱乡村、富余村、庆丰村、固强村和贤邻村。